# San Cristóbal Cucho
San Cristóbal Cucho – miasto na południowym zachodzie Gwatemali, w departamencie San Marcos. Według danych szacunkowych z 2012 roku liczba mieszkańców wynosiła 7954 osób. 
San Cristóbal Cucho leży około 12 km na południe od stolicy departamentu – miasta San Marcos. 
Leży na wysokości 2462 metrów nad poziomem morza,  w górach Sierra Madre de Chiapas.

## Gmina San Cristóbal Cucho
Miasto jest także siedzibą władz gminy o tej samej nazwie, która jest jedną z dwudziestu dziewięciu gmin w departamencie. W 2012 roku gmina liczyła 16 689 mieszkańców. Gmina jak na warunki Gwatemali jest nieduża, a jej powierzchnia obejmuje 56 km². Mieszkańcy gminy utrzymują się głównie z rolnictwa i wyrobu produktów rzemiosła artystycznego. W rolnictwie dominuje uprawa kawy, kukurydzy, ryżu, fasoli, trzciny cukrowej, jukki, batatów i ziemniaków.